# 松平忠之
松平 忠之（まつだいら ただゆき）は、江戸時代前期の大名。下総国古河藩主。官位は従五位下・日向守。藤井松平家嫡流6代。

## 生涯
松平信之（当時は播磨明石藩主、のち大和郡山藩主を経て古河藩主）の子として誕生した。
貞享3年（1686年）、父の死により家督を相続する。翌貞享4年（1687年）、弟の信通に1万石を分与した。父の治世である寛文9年（1669年）以来、幕命により幕政に批判的な陽明学者の熊沢蕃山の身柄を預かっていた。その蕃山の指導により古河藩領では治水・干拓事業が行われ成果を挙げていたが、一方で蕃山の幕府批判は止まることがなく、貞享4年（1687年）に再び下った幕命により忠之は蕃山を古河城内にて蟄居謹慎させた。元禄4年（1691年）に蕃山がそのまま死去すると、蕃山は忠之によって領内大堤の鮭延寺に葬られた。
元禄6年（1693年）11月23日、老中・戸田忠昌よりの使者の応対をしたその夜に突如自らの髻を落とした。翌朝、家臣の若山六郎左衛門によってその行為が幕府に報告され、その日の内に乱心を理由に改易され弟の信通にお預けとなる。元禄8年（1695年）江戸において死去した。

## 系譜
- 父：松平信之（1631年 - 1686年）
- 母：小出吉英五女
- 正室：酒井忠義娘